# دوغلاس هارت
دوغلاس هارت (بالإنجليزية: Douglas Hart)‏ هو موسيقي بريطاني، ولد في 22 أبريل 1961 في غلاسكو في المملكة المتحدة.

## وصلات خارجية
- دوغلاس هارت على موقع IMDb (الإنجليزية)
- دوغلاس هارت على موقع ميوزك برينز (الإنجليزية)
- دوغلاس هارت على موقع أول ميوزيك (الإنجليزية)
- دوغلاس هارت على موقع أول ميوزيك (الإنجليزية)
- دوغلاس هارت على موقع أول ميوزيك (الإنجليزية)
- دوغلاس هارت على موقع ديسكوغز (الإنجليزية)
- دوغلاس هارت على موقع قاعدة بيانات الفيلم (الإنجليزية)